# 岡崎市立葵中学校
岡崎市立葵中学校（おかざきしりつ あおいちゅうがっこう）は、愛知県岡崎市伊賀新町にある公立中学校。

## 概要
1947年（昭和22年）4月に創立した。創立時の生徒数は583名。
| 調査日       | 児童数 | 通常学級 | 特別支援学級 | 出典  |
| ------------ | ------ | -------- | ------------ | ----- |
| 2013年4月8日 | 705人  | 19       | 3            | [ 1 ] |
| 2019年5月1日 | 720人  | 21       | 2            | [ 2 ] |
| 2020年5月1日 | 724人  | 21       | 2            | [ 3 ] |
| 2021年5月1日 | 729人  | 20       | 4            | [ 4 ] |
| 2022年5月1日 | 713人  | 19       | 4            | [ 5 ] |
| 2023年5月1日 | 724人  | 19       | 4            | [ 6 ] |
| 2024年5月1日 | 726人  | 19       | 4            | [ 7 ] |

部活動は、陸上部（男女）、水泳部（男女）、野球部、ソフトボール部（女）、卓球部（男女）、剣道部（男女）、柔道、ソフトテニス部（男女）、バスケットボール部（男女）、ハンドボール部（男）、サッカー部、バレーボール部（女）、駅伝部（男女）、吹奏楽部、メディア部、芸術部、科学技術部がある。

## 学区
| 小学校名            | 町名 |
| ------------------- | --- |
| 井田小学校 （全域） | 石神町、松橋町、真伝1丁目、真伝2丁目、真伝吉祥1丁目、真伝吉祥2丁目、井田町、 真伝町（字吉祥・字清水谷のうち通称滝団地を除く。）、伊賀新町（5番地・9番地～15番地・20番地～122番地）、 稲熊町字石神、稲熊町字後田（愛知県立岡崎北高等学校東門に通ずる東西の道路以北）、 稲熊町字山神戸（1番地1～3番地1・32番地～37番地・40番地1～40番地6・40番地10～40番地16・40番地19～40番地35・41番地1を除く。）、 鴨田町字南魂場、東阿知和町字片坂、東阿知和町字松坂 |
| 愛宕小学校 （全域） | 能見町、東能見町、能見通、六供本町、伊賀町（429番地～438番地2・138番地5・439番地2・449番地～479番地2）、 伊賀町字愛宕下、伊賀町字南郷中、伊賀町字愛宕山、伊賀町字地蔵ヶ入、伊賀町字3丁目（29番地～36番地・69番地～75番地7を除く。）、 伊賀町字4丁目、伊賀町字5丁目、伊賀町字6丁目、六供町字甲西、六供町字甲越、六供町字出崎、六供町字三ツ岩、六供町字西茶臼、 六供町字西二本木、六供町字清水、六供町字三本松、六供町字東二本木、六供町字一本松、六供町字八貫、 六供町字1丁目（1番地～84番地）、六供町字2丁目（23番地～29番地・32番地1～41番地・42番地2～42番地7） |
| 広幡小学校 （一部） | 伊賀町（130番地～428番地・438番地4・439番地1・440番地1～448番地1）、伊賀町字2丁目、伊賀町字7丁目、 伊賀町字下河原、伊賀町字西郷中、伊賀町字東郷中、 伊賀新町（1番地1～1番地7・2番地3・2番地4・3番地1～4番地4・6番地1～8番地13・16番地1～19番地16・126番地～128番地・132番地～134番地）、 井田町（549番地1～564番地2・565番地1・565番地6・565番地9・565番地10・565番地11・565番地12・571番地1・571番地2・572番地）、 井田町字山王、井田町字寺前（11番地1～24番地2）、井田町字中屋敷（45番地～51番地1・51番地5・69番地1）、 井田町字南（36番地1・36番地5～36番地9・38番地2・38番地3）、 井田町字宮ノ腰（6番地1～10番地4・13番地2・14番地1・14番地2・27番地1・27番地3～28番地1） |

（2022年12月26日現在）

## 沿革
- 1947年（昭和22年）4月 - 開校。
- 1961年（昭和36年）4月 - 岡崎市立城北中学校の新設に伴い学区の再編成が行われる。
- 1985年（昭和60年）5月8日 - 愛知教育大学地球環境科学領域教授の森山昭雄[10]は長男と次男が通う葵中学校の校長と教諭に対し、丸刈り校則の廃止を求める「頭髪規制緩和についての要望書」を提出[11]。
- 1986年（昭和61年）4月 - 葵中学は校則から「丸刈り」を削除。しかし新入生パンフレットの「男子は丸刈りとする」との文言はそのままにされた[12]。
- 1987年（昭和62年）
  - 4月、森山の三男が入学。同生徒は入学時から長髪登校を続けた[13]。
  - 6月16日、岡崎市議会教育福祉委員会で、丸刈り規制撤廃を求める森山の陳情書の審議が行われる。市教育委員会は「熊本丸刈り訴訟」における熊本地裁の判決[14]を引き合いに「頭髪規正は憲法違反ではないと解釈している」と答弁した[15]。森山は7月25日に市民団体「中学生の頭髪の自由化を求める市民の集い」を設立し、代表に就任した[16][17][18]。
- 1988年（昭和63年）
  - 4月 - 岡崎市立北中学校の新設に伴い学区の再編成が行われる。
  - 4月25日 - 文部省初等中等教育局長は都道府県教育委員会に対し、校則の見直しを指示。管理教育の雪どけが始まる[19][20][21][22]
  - 5月30日 - 愛知県教育委員会は県の地方事務所と市教委の生活指導主事らを集めて「校則見直し」の指導を通知[22]。
  - 10月21日 - 名古屋弁護士会（現・愛知県弁護士会）は葵中学に対し、頭髪規制を廃止するよう勧告[12][23][24]。これに対し校長は「開校以来わが校は丸刈りで、父母も多数が支持しており違和感なく定着している。（中略）丸刈りが人権侵害なら、全国三分の一の中学で人権侵害が行われていることになってしまう」と答えた[25]。葵中学では頭髪規制はその後も見直されず、南中学校が1991年9月に撤廃[26]したあとにようやく自由化された。

## 交通アクセス
- 名鉄バス「石神橋」下車、徒歩5分

## 著名な出身者
- 大宮龍男 （元プロ野球選手）[27]
- 木俣達彦 （元プロ野球選手）[28]
- 中嶋悟 （元レーシングドライバー）[29]
- 柄澤照文（ペン画家）[30]
- 加藤久仁彦 （歌手・狩人のメンバー、兄）
- 加藤高道 （歌手・狩人のメンバー、弟）
- 青木源太 （元日本テレビアナウンサー）[31]
- 神道裕 （元お笑いタレント）[32]
- 安田美南（バレーボール選手）[33]
- 虫眼鏡（YouTuber・東海オンエアのメンバー）